# Myndus mavors
Myndus mavors är en insektsart som först beskrevs av Ronald Gordon Fennah 1970.  Myndus mavors ingår i släktet Myndus och familjen kilstritar. Inga underarter finns listade i Catalogue of Life.